# Giải Cây chổi vàng
Giải Cây chổi vàng (tiếng Trung: 金扫帚奖, tiếng Anh: Golden Broom Awards) là một giải thưởng điện ảnh do Trình Thanh Tùng lập ra vào năm 2007 với mục đích trao cho những tác phẩm điện ảnh, các vai diễn và các hạng mục khác liên quan đến điện ảnh được coi là dở nhất trong năm của điện ảnh Trung Quốc, tương đương với giải giải Mâm xôi vàng.

## Trao giải

### Năm đầu tiên (2009)
- Phim tệ nhất: Tam thương phách án kinh kỳ, Nam Kinh! Nam Kinh, Thích Lăng
- Đạo diễn tệ nhất: Trương Nghệ Mưu (Tam thương phách án kinh kỳ), Lục Xuyên (Nam Kinh! Nam Kinh)
- Nam diễn viên tệ nhất: Tiểu Thẩm Dương (Tam thương phách án kinh kỳ)
  - Đề cử: Cát Ưu (Gasp), Phan Trường Giang (Eaters), Hồ Quân (Hoa Mộc Lan), Tôn Nam (Copycat)
- Nữ diễn viên tệ nhất: Lâm Chí Linh (Thích Lăng)
  - Đề cử: A Đóa (Đại hiệp Gấu trúc), Từ Hi Viên (Đại nội mật thám linh linh cẩu), Lâm Chí Linh (Thích Lăng), Quách Khả Vũ (Perfect Bride), Tạ Na (Truy Ánh)

### Năm thứ hai (2010)
- Phim tệ nhất: Khổng Tử, Đại tiếu giang hồ, If You Are The One 2
- Đạo diễn tệ nhất: Hồ Mai (Khổng Tử), Phùng Tiểu Cương (If You Are The One 2)
- Nam diễn viên tệ nhất: Châu Lập Ba (Đường Bá Hổ Diễm Thu Hương 2)
- Nữ diễn viên tệ nhất: Từ Hi Viên (Cảnh sát tương lai, Adventure of the King, Reign of Assassins)
- Phần phim tiếp theo tệ nhất: Đường Bá Hổ Diễm Thu Hương 2

### Năm thứ ba (2011)
- Phim tệ nhất: Chiến Quốc, Dương Môn Nữ Tướng: Quân lệnh như sơn, Quan Vân Trường
- Phim kinh phí thấp tệ nhất: No.32,B District, Traffic jam
- Giải của ban giám khảo cho phim tệ nhất: Kim lăng thập tam hoa
- Đạo diễn tệ nhất: Cao Tiểu Tùng (Đại Võ Sinh), Trần Huân Kỳ (Dương Môn Nữ Tướng: Quân lệnh như sơn)
- Nam diễn viên tệ nhất: Tôn Hồng Lôi (Chiến Quốc)
- Nữ diễn viên tệ nhất: Trương Bá Chi (Dương Môn Nữ Tướng: Quân lệnh như sơn, Bảo bối vô giá)
- Hiệu suất tập thể tệ nhất: Trần Dịch Tấn, Mạc Văn Úy, Chung Trấn Đào, Huỳnh Dịch, Trịnh Y Kiện trong Đông thành tây tựu
- Phim hoạt hình tệ nhất: Tây Bắc Bộ
- Trailer tệ nhất: The Green Hornet

### Năm thứ tư (2012)
- Phim tệ nhất: Huyết trích tử, Sư tử Hà Đông 2, Huyết Yến
- Phim kinh phí thấp tệ nhất: Crazy Stupid Thief, The Unfortunate Car
- Đạo diễn tệ nhất: Mã Vĩ Hào (Sư tử Hà Đông 2]], Lục Xuyên (Huyết Yến]]
- Nam diễn viên tệ nhất: Tiểu Thẩm Dương (Sư tử Hà Đông 2)
  - Đề cử: Triệu Văn Trác (Võ Đang Thất Bảo]], Nhậm Hiền Tề (Song thành kế trong kế), Quách Đức Cương (The Unfortunate Car), Ngô Trấn Vũ (Crazy Stupid Thief), Lưu Hoa (Dinner Party, Một đêm thành sao), Dư Văn Lạc (Bloodline), Thành Long (12 con giáp)
- Nữ diễn viên tệ nhất: Dương Mịch (Võ Đang Thất Bảo, Nắm giữ tình yêu)
  - Đề cử: Trương Bá Chi (Sư tử Hà Đông 2, Quan hệ nguy hiểm), Chương Tử Di (Quan hệ nguy hiểm), Cảnh Điềm (Ảnh tử ái nhân, Mẹ ơi hãy yêu con thêm lần nữa), Liễu Nham (Bí ẩn cung hoàng đạo, Lấy chồng hoàn hảo), Lý Vũ Xuân (Huyết trích tử), Trần Xung (Let It Be), Diêu Tinh Đồng (12 con giáp)

### Năm thứ năm (2013)
- Phim tệ nhất: Tiểu thời đại 1, 2, Điệp vụ tuyệt mật, Định chế tư nhân
- Phim kinh phí thấp tệ nhất: Gia đình vui vẻ, Far Cry 2, Dating Fever
- Đạo diễn tệ nhất: Quách Kính Minh (Tiểu thời đại 1, 2)
- Biên kịch tệ nhất: Vương Sóc (Định chế tư nhân)
- Nam diễn viên tệ nhất: Đỗ Hải Đào (Gia đình vui vẻ, Dating Fever)
  - Đề cử: Đỗ Hải Đào (Gia đình vui vẻ, Dating Fever), Lưu Đức Hoa (Điệp vụ tuyệt mật), Chân Tử Đan (Thân phận đặc biệt, Mãi bên nhau)
  - Bầu cử sơ bộ không được đề cử: Lý Liên Kiệt (Bất Nhị thần thám), Trương Trí Lâm (Bạch Hồ), Trần Hiểu (Cung tỏa trầm hương), Trần Học Đông (Tiểu thời đại 1,2), Mã Thiên Vũ (The Cosplayers)
- Nữ diễn viên tệ nhất: Cảnh Điềm (Thân phận đặc biệt, Câu chuyện cảnh sát 2013)
  - Đề cử: Cảnh Điềm (Thân phận đặc biệt, Câu chuyện cảnh sát 2013), Dương Mịch (Tiểu thời đại 1, 2), Trần Nghiên Hy (Bất Nhị thần thám, Mãi bên nhau)
  - Bầu cử sơ bộ không được đề cử: Lâm Chí Linh (Điệp vụ tuyệt mật), Chung Hân Đồng (Bạch Hồ), Bành Đan (Nam Nê loan), Thái Trác Nghiên (Hồng phấn nữ lang)

### Năm thứ sáu (2014)
- Phim tệ nhất: Bạch phát ma nữ: Minh Nguyệt Thiên Quốc, Tiểu thời đại 3, Cao thủ chia tay
  - Đề cử: Tiểu thời đại 3, Cao thủ chia tay, Bạch phát ma nữ: Minh Nguyệt Thiên Quốc, Tây du ký 1: Đại náo thiên cung, Thái Bình Luân 1, Năm tháng vội vã, Nhà số 81 kinh thành, Trọn đời trọn kiếp, Băng Phong hiệp, Khuê mật
- Phim kinh phí thấp tệ nhất: Bố ơi mình đi đâu thế?, Đại thoại thiên tiên, Nhật ký chỉnh sửa nhan sắc
  - Đề cử: Bố ơi mình đi đâu thế, Đại hàn đào hoa khai, Đại thoại thiên tiên, Nhật ký chỉnh sửa nhan sắc, Cực phẩm giáo hoa, Ký túc xá nữ sinh, Bút tiên kinh hồn 3, Gầm giường có người 2, Đặc công Ameera, Gái Tây đến nhà tôi
- Đạo diễn tệ nhất: Trương Chi Lượng (Bạch phát ma nữ: Minh Nguyệt Thiên Quốc), Quách Kính Minh (Tiểu thời đại 3)
  - Đề cử: Quách Kính Minh (Tiểu thời đại 3), Trương Chi Lượng (Bạch phát ma nữ: Minh Nguyệt Thiên Quốc), Đặng Siêu/Du Bạch Mi (Cao thủ chia tay), Lưu Trấn Vỹ (Đại thoại thiên tiên), La Vĩnh Xương (Băng Phong hiệp)
- Biên kịch tệ nhất: Quách Kính Minh (Tiểu thời đại 3)
  - Quách Kính Minh (Tiểu thời đại 3), Khang Kiều, Vương Băng (Bạch phát ma nữ: Minh Nguyệt Thiên Quốc), Du Bạch Mi (Cao thủ chia tay), Bành Khải, Vương Vỹ Hồng (Bố ơi mình đi đâu thế), Vương Cửu Cửu, Quách Mộng Hân (Lộ thủy hồng nhan)
- Nam diễn viên tệ nhất: Chân Tử Đan (Băng Phong Hiệp, Đại náo thiên cung)
  - Đề cử: Chân Tử Đan (Băng Phong Hiệp, Đại náo thiên cung), Trần Học Đông (Tiểu thời đại 3, Kế hoạch gái hư phá đám cưới), Huỳnh Hiểu Minh (Bạch phát ma nữ: Minh Nguyệt Thiên Quốc), Tạ Đình Phong (Trọn đời trọn kiếp, Đỗ thành phong vân), Trịnh Trung Cơ (Đại thoại thiên tiên)
- Nữ diễn viên tệ nhất: Dương Mịch (Tiểu thời đại 3, Cao thủ chia tay)
  - Đề cử: Dương Mịch (Tiểu thời đại 3, Cao thủ chia tay), Lưu Diệc Phi (Lộ thủy hồng nhan, Tứ đại danh bộ 3), Lưu Thi Thi (Năm phút trước nửa đêm), Bạch Bách Hà (Nhật ký chỉnh sửa nhan sắc), Angelababy (Hoàng Phi Hồng: Anh hùng hữu mộng)

### Năm thứ bảy (2015)
- Phim tệ nhất: Cây dành dành nở hoa, Đứa trẻ đến từ thiên đường, Thiên sứ xấu xa
  - Đề cử: Chín tầng tháp quỷ, Đại chiến cô dâu, Phanh nhiên tinh động, Tiểu thời đại 4: Tận cùng của linh hồn, Vạn vạn không ngờ tới, Bên nhau trọn đời, Vương triều nữ nhân Dương Quý phi, Trung thượng vân tiêu
- Phim kinh phí thấp tệ nhất: Running Man, Bố ơi mình đi đâu thế 2, Yêu tôi hãy xem phim cùng tôi
  - Đề cử: Bố ơi mình đi đâu thế, Tân Bộ bộ kinh tâm, Trương Chấn giảng cố sự, Chúng ta kết hôn đi, Nếu thanh xuân không giữ lại được, Trạch nữ trinh thám quế hương, Thổ hào 520
- Đạo diễn tệ nhất: Hà Cảnh (Cây dành dành nở hoa), Ngụy Nam/Ngụy Dân (Đứa trẻ đến từ thiên đường)
  - Đề cử: Đặng Siêu/Du Bạch Mi (Thiên sứ xấu xa), Lục Xuyên (Chín tầng tháp quỷ), Quách Kính Minh (Tiểu thời đại 4)
- Biên kịch tệ nhất: Du Bạch Mi (Thiên sứ xấu xa)
  - Đề cử: Lục Xuyên (Chín tầng tháp quỷ), Lý Thiến (Đứa trẻ đến từ thiên đường), Ngạo Lập (Cây dành dành nở hoa), Vịnh Quần (Bên nhau trọn đời)
- Nam diễn viên tệ nhất: Đặng Siêu (Thiên sứ xấu xa)
  - Đề cử: Trịnh Khải (Cuộc chiến người tình cũ 2, Chúng ta kết hôn đi), Trương Hàn (Nếu thanh xuân không giữ lại được, Trương Chấn giảng cố sự), Trần Học Đông (Đứa trẻ đến từ thiên đường, Tiểu thời đại 4), Bao Bối Nhĩ (Cảng cảnh, Tuổi trẻ ngông cuồng)
- Nữ diễn viên tệ nhất: Dương Mịch (Tiểu thời đại 4, Bên nhau trọn đời)
  - Đề cử: Angelababy (Đại chiến cô dâu, Running Man), Lý Tiểu Lộ (Đứa trẻ đến từ thiên đường, Hung thủ biến mất), Phạm Băng Băng (Vương triều nữ nhân Dương Quý phi), Tôn Lệ (Thiên sứ xấu xa)

### Năm thứ tám (2016)
- Phim tệ nhất: Phong thần truyền kỳ, Đổ thành phong vân 3, Người lái đò
  - Đề cử: Tước Tích, Đổ thành phong vân 3, Phong thần truyền kỳ, Đại thoại tây du, Người lái đò, Hóa ra anh vẫn ở đây, Vua bài đại chiến, Yêu em từ cái nhìn đầu tiên, Hạ hữu kiều mộc nhã vọng thiên đường
- Phim kinh phí thấp tệ nhất: Cô nàng ngổ ngáo, Cực hạn khiêu chiến: Bảo tàng Hoàng gia, Tình yêu của chúng ta
  - Đề cử: Cực hạn khiêu chiến: Bảo tàng Hoàng gia, Tình yêu của chúng ta, Cô nàng ngổ ngáo, Nhất niệm thiên đường, 708090 chi Thâm Quyến luyến ca, Năm mới vui vẻ, Hỉ nhạc Trường An, Chân tướng cấm khu, Bán thục thiếu nữ, Người anh em giường trên
- Đạo diễn tệ nhất: Vương Tinh (Đổ thành phong vân 3, Vua bài đại chiến), Lưu Trấn Vỹ (Đại thoại Tây du 3)
  - Đề cử: Vương Tinh (Đổ thành phong vân 3, Vua bài đại chiến), Quách Kính Minh (Tước Tích), Lưu Trấn Vỹ (Đại thoại Tây du 3), Triệu Căn Thực (Cô nàng ngổ ngáo), Huỳnh Chân Chân (Người yêu biến mất)
- Biên kịch tệ nhất: Trương Gia Giai, Vương Gia Vệ (Người lái đò)
  - Đề cử: Quách Kính Minh (Tước Tích), Trương Gia Giai, Vương Gia Vệ (Người lái đò), Vương Tinh (Đổ thành phong vân 3, Vua bài đại chiến, Bảo bối đương gia), Huỳnh Chân Chân, Hầu Dĩnh Hành, Trịnh Thiện Du, Đỗ Quang Đinh (Người yêu biến mất), Tân Di Ổ, Chu Thác Như (Gửi thanh xuân: Hóa ra anh vẫn ở đây)
- Nam diễn viên tệ nhất: Ngô Diệc Phàm (Tước Tích, Hóa ra anh vẫn ở đây, Hạ hữu kiều mộc nhã vọng thiên đường)
  - Đề cử: Ngô Diệc Phàm (Tước Tích, Hóa ra anh vẫn ở đây, Hạ hữu kiều mộc nhã vọng thiên đường), Trần Học Đông (Tước Tích, Vâng! Thượng tiên sinh), Tạ Đình Phong (Kinh thiên phá, Chuyện điên cuồng nhỏ bé gọi là tình yêu)
- Nữ diễn viên tệ nhất: Cảnh Điềm (Trường Thành) [1]
  - Đề cử: Cảnh Điềm (Trường Thành), Victoria Song (Cô nàng ngổ ngáo, Đám cưới bạn thân), Lý Vũ Xuân (Đổ thành phong vân 3), Nghê Ni (28 tuổi vị thành niên, Cổng chiến binh), Lưu Diệc Phi (Hóa ra anh vẫn ở đây, Dạ khổng tước)
- Đạo diễn mới tệ nhất năm: Trương Gia Giai (Người lái đò) 
  - Đề cử: Hứa An (Phong thần truyền kỳ), Trương Gia Giai (Người lái đò), Chu Thác Như (Gửi thanh xuân: Hóa ra anh vẫn ở đây)
- Tập thể diễn tệ nhất năm: Đổ thành phong vân 3 (Châu Nhuận Phát, Lưu Đức Hoa, Trương Gia Lượng, Trương Học Hữu, Dư Văn Lạc, Lý Vũ Xuân, Lưu Gia Linh...) 
  - Đề cử: Đổ thành phong vân 3 (Châu Nhuận Phát, Lưu Đức Hoa, Trương Gia Lượng, Trương Học Hữu, Dư Văn Lạc, Lý Vũ Xuân, Lưu Gia Linh...), Tước Tích (Phạm Băng Băng, Ngô Diệc Phàm, Trần Học Đông, Trần Vỹ Đình, Quách Thái Khiết, Dương Mịch, Lâm Doãn...), Đại thoại tây du (Han Geng, Đường Yên, Ngô Kinh, Mạc Văn Úy, Trương Siêu...)

### Năm thứ chín (2017)
- Phim tệ nhất: Trái tim thuần khiết - Giấc mộng vào showbiz, Đại náo Thiên Trúc, Tam sinh tam thế thập lý đào hoa
  - Đề cử: Trái tim thuần khiết - Giấc mộng vào showbiz, Đại náo Thiên Trúc, Hàng ma truyện, Giao Châu truyện, Gia tộc phiền phức, Kỳ môn độn giáp, Yêu linh linh, Tam sinh tam thế thập lý đào hoa, Chuyện cũ Đông Bắc: Phá Mã Trương Phi, Thanh hòa nam cao
- Đạo diễn tệ nhất: Tất Chí Phi (Trái tim thuần khiết - Giấc mộng vào showbiz), Vương Bảo Cường (Đại náo Thiên Trúc)
  - Đề cử: Tất Chí Phi (Trái tim thuần khiết - Giấc mộng vào showbiz), Chung Thiếu Hồng (Mật chiến, Phong nhạc khiêu giai nhân, Hàng ma truyện), Vương Bảo Cường (Đại náo Thiên Trúc), Vương Tinh (Hàng ma truyện), Triệu Tiểu Đinh/ Anthony LaMolinara (Tam sinh tam thế thập lý đào hoa), Lê Kế Cường (Hoan lạc hỷ kịch nhân)
- Biên kịch tệ nhất: Thúc Hoán/ Đinh Đinh (Đại náo Thiên Trúc)
  - Đề cử: Tất Chí Phi (Trái tim thuần khiết - Giấc mộng vào showbiz), Lý Hàm/ Lưu Hàm/ Mạch Linh/ Trương Á Lượng/ Đường Thất (Tam sinh tam thế thập lý đào hoa), Trương Thán (Giao Châu truyện, Mật chiến), Trương Tử Đông/ Hùng Sơn Quân/ Tất Thành Công/ Lê Minh (Cuộc chiến rượu vang), Thúc Hoán/ Đinh Đinh (Đại náo Thiên Trúc)
- Nam diễn viên tệ nhất: Trịnh Khải (Diễn viên đóng thế, Hàng ma truyện)
  - Đề cử: Trịnh Khải (Diễn viên đóng thế, Hàng ma truyện), Vương Đại Lục (Giao Châu truyện), Hoàng Tử Thao (Quy tắc trò chơi), Vương Tấn (Đây chính là số mệnh, Chuyện cũ Đông Bắc: Phá Mã Trương Phi), Trần Học Đông (Cuộc gọi lớn)
- Nữ diễn viên tệ nhất: Lưu Diệc Phi (Tam sinh tam thế thập lý đào hoa, Liệt hỏa phương phi)
  - Đề cử: Triệu Lệ Dĩnh (Mật chiến), Lưu Diệc Phi (Tam sinh tam thế thập lý đào hoa, Liệt hỏa phương phi), Âu Dương Na Na (Quả tim thép), Trương Vũ Kỳ (Yêu miêu truyện, Không hẹn mà gặp), Dương Mịch (Cuộc giải cứu thời gian)

## Kỷ lục
- Cho đến nay, Quách Kính Minh được cho là Đạo diễn tệ nhất vì từng 3 lần đoạt giải cho phim Tiểu thời đại. Đồng thời, anh cũng là biên kịch tệ nhất (Tiểu thời đại 3). Quách Kính Minh đoạt cả bốn giải trong tổng số 4 lần đề cử.
- Dương Mịch là Nữ diễn viên tệ nhất vì cô đoạt 3 giải trong tổng số 5 lần đề cử.